# Zbiersk
Zbiersk (zbjɛrsk) ist ein Dorf in der Gemeinde Stawiszyn im Powiat Kaliski der Woiwodschaft Großpolen in West-Zentral-Polen. Von 1943 bis 1945 wurde das Dorf Vorwalde genannt.

## Geographie
Zbiersk liegt etwa 6 km nördlich von Stawiszyn, 24 km nördlich von Kalisz und 96 km südöstlich der regionalen Hauptstadt Poznań. In der Nähe von Zbiersk liegt nordwestlich das Dorf Miedza, östlich der Weiler Ogrody und weiter östlich das Dorf Zbiersk-Cukrownia.

## Archäologische Funde
Im Jahr 1924 wurden durch eine archäologische Forschung von Józef Kostrzewski aus Posen Denkmäler aus der mittleren und jüngeren Steinzeit, aus der Bronzezeit und der Lausitzer Kultur, aus der Römerzeit, dem Frühmittelalter und mit wenigen Lücken sogar aus der Neuzeit gefunden, darunter zahlreiche Gegenstände aus Feuerstein, wie Messer, Schaber aus der Steinzeit sowie Gefäßfragmente und Tierknochen. Diese Entdeckungen weisen auf eine ernsthafte Besiedlung in dieser Zeit hin.
2006 entdeckten der Archäologe Mirosław Andrałojć und der Elektroniker Piotr Szyngiera die Schatzkammer von Zbiersk.

## Temperatur
Am 29. Juli 1921 wurde eine Temperatur von 40,0 °C in Zbiersk gemessen. Damit war es die bisher zweithöchste Temperatur in Polen
(Stand 2018).